# Rafael Nadal

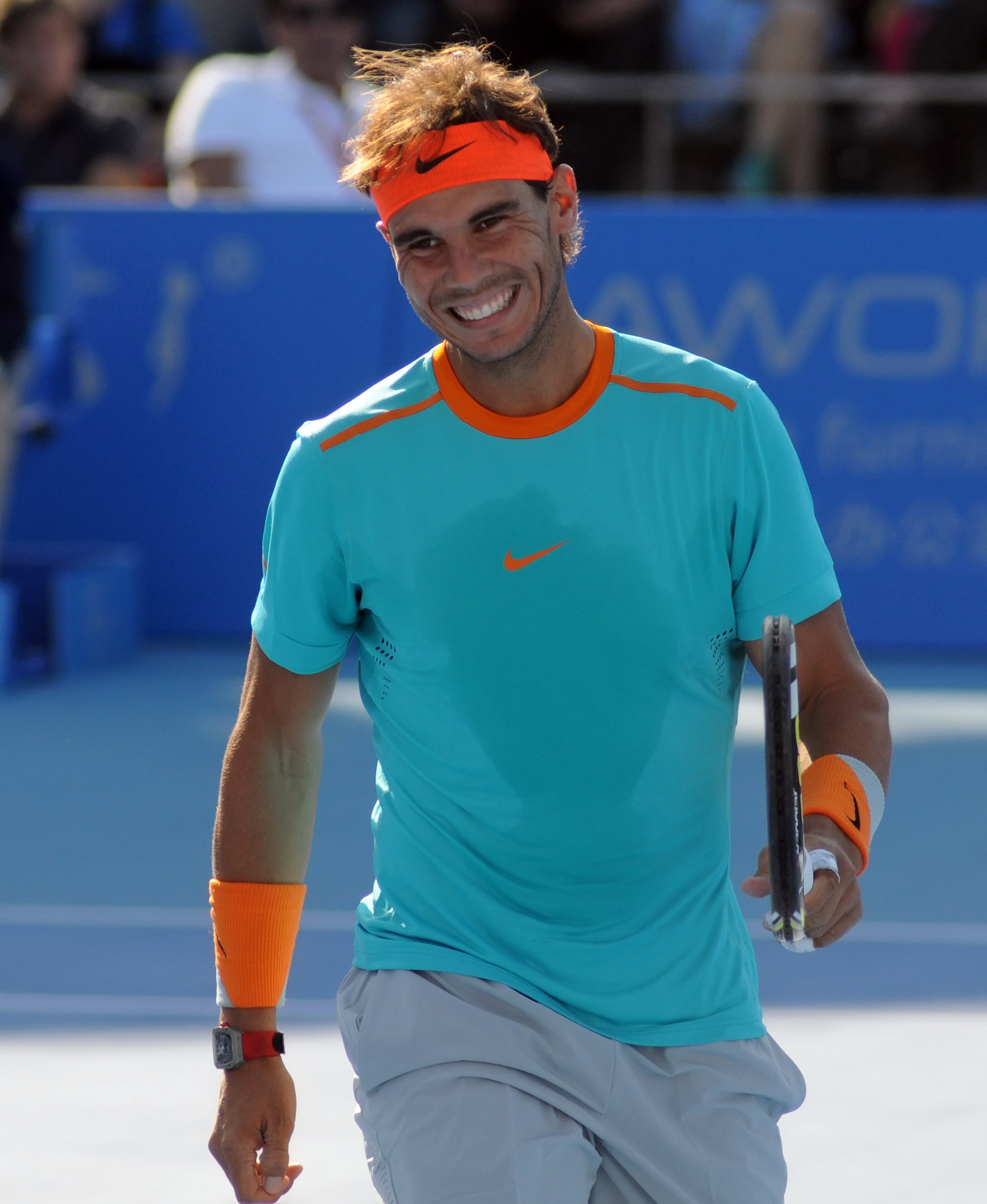
Rafael Nadal

Rafael „Rafa” Nadal Parera (n. 3 iunie 1986, Manacor, Insulele Baleare⁠(d), Spania) este un jucător spaniol de tenis retras din activitate. A fost clasat pe locul 1 în clasamentul ATP timp de 209 de săptămâni și a fost lider mondial de cinci ori la finalul sezonului. Nadal a câștigat 22 de titluri de Grand Slam masculin la simplu. Cele 14 titluri ale sale de French Open, în special, sunt un record la orice turneu. Dominația lui Nadal pe zgură este, de asemenea, evidențiată de 63 din cele 92 de titluri de simplu ATP ale sale pe această suprafață, inclusiv 26 din cele 36 de titluri ale sale ATP Masters 1000, iar cele 81 de victorii consecutive pe zgură reprezintă cea mai lungă serie de victorii pe o singură suprafață din Open Era.
Din copilărie până în cea mai mare parte a carierei sale profesionale, Nadal a fost antrenat de unchiul său Toni. A fost unul dintre cei mai de succes adolescenți din istoria turneului ATP, ajungând pe locul 2 în lume la vârsta de 19 ani și câștigând 16 titluri, inclusiv primul său French Open și șase evenimente Masters. Nadal a devenit numărul 1 pentru prima dată în 2008, după prima sa victorie majoră pe zgură, împotriva lui Federer, singurul său rival principal până în 2010, într-o finală istorică de la Wimbledon. De asemenea, el a câștigat o medalie olimpică de aur la simplu în acel an la Beijing, apoi a câștigat US Open, în singurul an în care a câștigat trei titluri majore. Cu medalia sa de aur olimpică, el este, de asemenea, unul dintre cei trei jucători masculini care au finalizat Golden Slam.
În următorul deceniu, Novak Djokovic a apărut ca principalul rival al lui Nadal. Cei doi s-au confruntat de 60 de ori, cea mai îndelungată perioadă de rivalitate din istoria tenisului masculin, inclusiv în nouă finale majore. Djokovic l-a învins pe Nadal în trei finale majore consecutive între Roland Garrosul din 2011 și cel din 2012, însă apoi Nadal și-a continuat dominația la Roland Garros câștigând acest turneu în următorii trei ani consecutivi și apoi încă patru titluri la French Open și trei titluri la US Open. Nadal a egalat recordul lui Federer pentru cele mai multe titluri de Grand Slam masculin la simplu la Openul Franței din 2020.
Nadal a câștigat premiul Stefan Edberg pentru sportivitate de patru ori și a fost sportivul mondial al anului în 2011. În reprezentarea Spaniei, el are o medalie olimpică de aur atât la simplu, cât și la dublu. De asemenea, a condus echipa Spaniei de Cupa Davis la cinci titluri în timp ce juca alături de colegii săi din top 10 jucători, inclusiv David Ferrer și viitorul său antrenor Carlos Moyá. În afara competiției, Nadal a deschis o academie de tenis în orașul său natal, Mallorca, și este un filantrop activ.
În octombrie 2024, Nadal și-a anunțat retragerea din activitate după finala din noiembrie 2024 a Cupei Davis.

## Familia și primii ani
Rafael Nadal s-a născut în Manacor, Mallorca părinții lui fiind Sebastián Nadal și Ana Maria Parera (acum divorțați). Are o soră mai mică pe nume María Isabel. Unchiul lui, Miguel Ángel Nadal, este un fost jucător de fotbal profesionist activând pentru echipe ca RCD Mallorca, FC Barcelona și pentru echipa națională a Spaniei. Nadal este fan al echipelor de fotbal Real Madrid și RCD Mallorca. Pe de altă parte, celălalt unchi al său, Toni Nadal, este un fost jucător profesionist de tenis, care recunoscându-i talentul, i-a inițiat tainele tenisului de la vârsta de 3 ani. Toni Nadal este singurul antrenor pe care Rafael l-a avut până în prezent.
La vârsta de 8 ani, Rafael Nadal a câștigat un campionat regional de tenis pentru copii cu vârsta sub 12 ani, dar a fost de asemenea și un jucător promițător de fotbal. Când avea 12 ani, Nadal a câștigat campionate de tenis spaniole și europene în grupa sa de vârstă. Mergea regulat la antrenamentele de tenis, dar și la fotbal. La un moment-dat, tatăl său l-a pus să aleagă între tenis și fotbal pentru ca studiile sale să nu fie abandonate. Rafael a ales tenisul.
La vârsta de 14 ani, Federația Spaniolă de Tenis a solicitat ca băiatul să plece din Mallorca la Barcelona, pentru a-și continua formarea și a-și mări performanțele în tenis. Familia Nadal a refuzat această cerere. Ei se temeau că o astfel de schimbare i-ar putea afecta educația, dar și pentru că Toni Nadal a spus: „Nu vreau să trebuiască să pleci în America sau în alt loc pentru a deveni un bun sportiv. Poți face asta și acasă.” Decizia de a rămâne în Mallorca l-a costat pe Rafa, el primind mai puțin sprijin din partea Federației și tatăl său fiind nevoit să suporte cheltuielile. În mai 2001, el îl învinge pe fostul câștigător al unui turneu de Grand Slam, Pat Cash într-un meci amical pe zgură. La vârsta de 16 ani, Nadal a intrat în topul mondial al celor mai buni 50 de jucători. În 2003 i-a fost înmânat premiul pentru cel mai bun jucător nou intrat în circuit.

## Cariera

### 2002-2004
În aprilie 2002, la vârsta de 15 ani și 10 luni, fiind numărul 762 în clasamentul mondial, el câștigă primul său meci în circuitul profesionist de tenis, învingându-l pe Ramón Delgado, și astfel devenind cel de-al nouălea jucător în Era Open ce obține o victorie la profesioniști sub vârsta de 16 ani.
Anul următor, Nadal câștigă două turnee de tip Challenger, terminând astfel anul în topul 50 al celor mai buni jucători. La debutul său de la Wimbledon din 2003, Nadal a devenit cel mai tânăr jucător de la Boris Becker în 1984 ce ajunge în al treilea tur.
În cursul anului 2004, Nadal joacă primul său meci împotriva numărului unu mondial, Roger Federer la Mastersul de la Miami învingându-l într-un număr minim de seturi. Ratează sezonul de zgură, inclusiv Openul francez, din cauza unei fracturi la glezna stângă.
La 18 ani și 6 luni, Nadal devine cel mai tânăr jucător ce obține o victorie și titlul într-o finală de Cupa Davis. Învingându-l pe numărul doi în lume, Andy Roddick, el a ajutat Spania să obțină cu 3-2 o victorie în fața Statelor Unite. A terminat anul pe locul 51.

### 2005

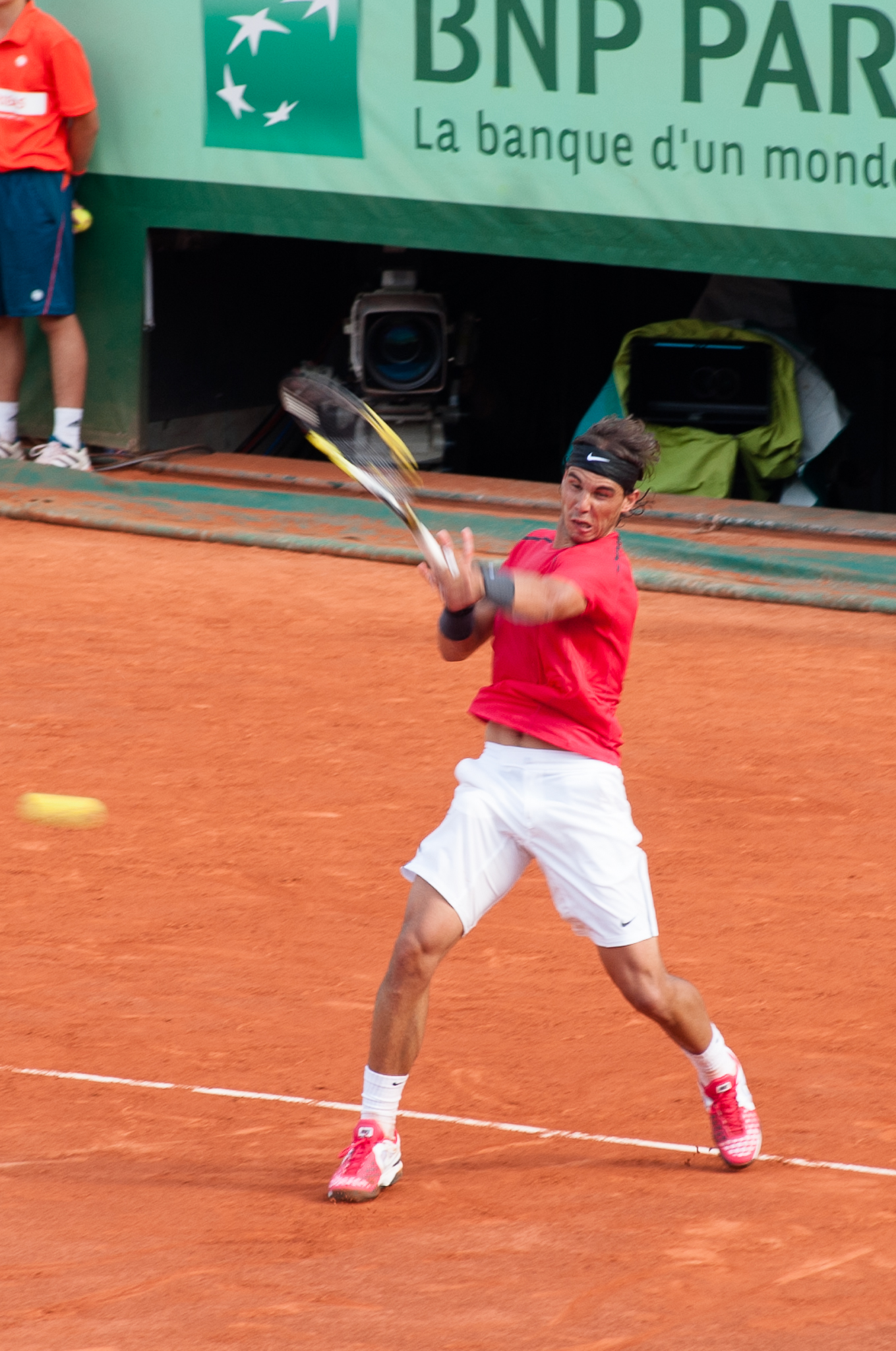
Rafael Nadal

La  Openul Australian din 2005 Nadal pierde în turul al patrulea în fața lui Lleyton Hewitt. Două luni mai târziu se califică în finala Mastersului de la Miami și în pofida faptului că se aflase la două puncte distanță de o victorie în trei seturi, Nadal este învins în cinci seturi de numărul 1 mondial, Roger Federer.Ambele performanțe au fost considerate a fi progrese pentru Nadal.
Apoi Nadal a dominat pe parcursul sezonului de zgură în primăvară. A depășit recordul lui Andre Agassi  din 1988 de 23 de meciuri consecutive câștigate de către un adolescent, reușind să câștige 24 de meciuri.Nadal a câștigat turneul Conde de Godo în Barcelona, respectiv Mastersul de la Monte Carlo din 2005 și  Mastersul de la Roma din același an, învingându-l pe finalistul de la Roland Garros din 2004, Guillermo Coria.

### 2007
În 2007 Nadal câștigă Roland Garros-ul, în fața lui Roger Federer și alte turnee importante pe zgură. Joacă finala la Wimbledom, unde e învins de Federer.

### 2008
2008 e unul dintre cei mai buni ani ai lui Nadal, în care câștigă french Open-ul, dar și Wimbledonul, unde îl învinge pe rivalul său Roger Federer într-un meci care e considerat de unii specialiști cel mai bun meci de tenis al tuturor timpurilor.

### 2009
În cursul anul 2009 Nadal suferă o accidentare la genunchi care îl ține în afara terenului aproape tot sezonul. În acest an Nadal a înregistrat de asemenea prima sa înfrângere la French Open în fața suedezului Robin Soderling.

### 2010
2010 e fără îndoială cel mai bun an al lui Rafa Nadal, acesta câștigând 3 turnee de grand-slam( Roland Garros, Wimbledon, US Open) și alte 4 turnee de Master Series, recâștigând poziția de lider mondial.

### 2011
Rafael Nadal a debutat în anul 2011 cu o victorie în turneul de la Abu Dhabi reușind să îl învingă în finală pe rivalul său Roger Federer.
În primul turneu de Grand Slam al anului, Australian Open, Nadal reușește să ajungă până în sferturi unde este învins în trei seturi de conaționalul sau David Ferrer. De menționat că spaniolul era accidentat în acel meci și nu a putut evolua la maxim.
Primele două turnee de Masters 1000 ale acestui an i-au pus față în față pe Nadal și Djokovic în ambele finale, sârbul reușind să se impună în ambele cu același scor: 2-1.
Începutul sezonului de zgură l-a surprins pe Nadal în formă maximă, acesta reușind să câștige pentru a șaptea oară turneul de la Monte Carlo, devenind astfel primul jucător din Open Era care reușește această performanță.
În următoarele două turnee de zgură Masters 1000, cele de la Madrid și Roma, Nadal reușește să ajungă până în finală unde pierde însă în ambele meciuri în fața lui Novak Djokovic. Se stabilește astfel un precedent, acela că Nadal pierde de două ori pe zgură în fața aceluiași jucător într-un an.
La French Open, spaniolul reușește să câștige cel de-al șaselea sau titlu Roland Garros, învingându-l în finală pe Roger Federer.
La cel de-al treilea turneu de Mare Slem al anului, Rafael Nadal pierde finala în fața noului număr 1 mondial, Novak Djokovic. Spaniolul cedează astfel locul 1 în clasamentul mondial pentru prima oară din iunie 2010. Este de asemenea pentru prima oară când Nadal cedează într-o finală de Grand Slam în fața altcuiva în afară de Roger Federer.
În turneul de la Wimbledon, Nadal reușește să ajungă până în finală însă pierde din nou în fața numărului unu mondial, Novak Djokovic.
Ultimul turneu de Grand Slam al anului, US Open, i-a pus din nou față în față pe Nadal și Djokovic în finală, acolo unde sârbul s-a impus în patru seturi.
La Turneul Campionilor, Nadal este eliminat din faza grupelor, astfel el termină anul 2010 pe locul 2 mondial.

### 2016
Tenismenul spaniol Rafael Nadal, locul 5 ATP, a câștigat întrecerea demonstrativă de la Abu Dhabi (Emiratele Arabe Unite), pentru a treia oară în cariera sa. În finală, ibericul s-a impus în fața canadianului Milos Raonici (4 ATP), cu scorul de 7-6 (2), 6-3. Astfel, Nadal a cucerit pentru a treia oară în cariera sa trofeul competiției demosntrative de la Abu Dhabi, după cele cucerite în 2010 și 2011. Numărul 5 ATP a făcut spectacol în finala cu Raonic și a ridicat publicul în picioare, cu un lob de excepție. Primul set a fost extrem de disputat și i-a revenit, la tie-break, celui de-al doilea favorit al competiției din Abu Dhabi. Nadal a continuat să încânte și s-a desprins repede în actul secund. A condus cu 4-1 și nu a mai putut fi oprit de canadian. A fost 7-6 și 6-3 pentru fostul număr 1 mondial, care și-a egalat performanțele din 2010 și 2011. „Sper ca acesta să fie primul pas în drumul către succese mai importante. Este fantastic să începi anul așa, câștigând meciuri în fața unora dintre cei mai buni jucători. Am jucat la nivelul la care trebuie să joc, tenis foarte bun - pentru asta sunt foarte bucuros. Simt că am ajuns aici într-o formă foarte bună”, a declarat Nadal, recompensat cu un cec în valoare de 250.000 de dolari pentru această victorie. În meciul pentru locul 3, spaniolul David Ferrer a dispus cu 6-7 (1/7), 6-4, 10-8 de elvețianul Stanislas Wawrinka.

### 2022: Al doilea titlu la Australian Open
În ianuarie, Nadal a câștigat cel de-al 89-lea titlu ATP la Melbourne Summer Set 1, învingându-l în finală pe Maxime Cressy, care se calificase în premieră într-o finală ATP. După victorii împotriva lui Karen Khachanov, Denis Shapovalov și Matteo Berrettini, Nadal a câștigat cel de-al doilea titlu al său la Australian Open și cel de-al 21-lea grand slam din carieră, învingându-l pe Daniil Medvedev în 5 seturi, după o revenire de la 2-0 la seturi în favoarea lui Medvedev. Prin intermediul acestei victorii, Nadal a depășit egalitatea pe care o avea cu Novak Djokovic și Roger Federer pentru cele mai multe titluri de grand slam la masculin din toate timpurile. Nadal a devenit de asemenea al doilea om din Open Era, după Djokovic, care a câștigat fiecare turneu de Grand Slam măcar de 2 ori.

### Rivalitatea cu Roger Federer
Nadal și Federer au jucat primul meci încă din 2004, și rivalitatea lor este o parte importantă a carierelor celor doi, fiind de altfel și singurii jucători din Era Open ce și-au disputat 7 finale de Grand Slam, Nadal câștigând 5.
Trei din aceste 5 finale câștigate de el s-au disputat pe suprafața favorită a lui, zgura, dar l-a învins pe Federer și pe alte două suprafețe, iarbă(Wimbledon 2008), respectiv hard (Open-ul Australian 2009). De asemenea și-au mai disputat 17 din cele 18 turnee de Grand Slam de la Open-ul Francez din 2005 până la Wimbledon-ul din 2009. Mai dețin 19 din cele 27 de turnee de Masters Series din 2005 până în 2007. Sunt singurii jucători ce și-au disputat 8 finale de Masters Series, incluzând singurul meci mai lung de 5 h între cei doi, finala de la Roma din 2006, Nadal câștigând al 5-lea set la tie-break. Din 2006 până în 2008 ei au jucat toate finalele de la Open-ul Francez și Wimbledon întâlnindu-se mai apoi și în finala de la Open-ul Australian din 2009.
Ei sunt singurii oameni din orice top care au terminat 5 ani consecutivi pe primele 2 poziții ale unui clasament. Finala lor de la Wimbledon este considerată de mulți critici ca fiind cel mai frumos meci de tenis din toate timpurile. Mulți critici de asemenea consideră rivalitatea lor ca fiind cea mai mare din istoria tenisului. Nouă din cele 13 victorii ale lui Nadal cu Federer au avut loc pe zgură, suprafața preferată a lui Rafa. El conducând la general cu scorul de 13-7 (9-2 conduce Nadal pe zgură, Federer 2-1 pe iarbă și sunt la egalitate, 3-3, pe hard). Nadal este unul dintre puținii jucători din circuit ce au un record pozitiv în fața lui Federer. Ei dețin cele mai multe victorii consecutive pe o suprafață din Era Open, Federer (65) pe iarbă și (56) pe hard, iar Nadal (81) pe zgură. Aceste statistici au dus la organizarea unui meci numit "Bătălia Suprafețelor" pe un teren cu jumătate iarbă, jumătate zgură, ce a avut loc pe data de 2 mai 2007, Nadal învingându-l pe Federer cu 7–5, 4–6, 7–6(10).

### Rivalitatea cu Novak Djokovic
Rafael Nadal și Novak Djokovic s-au întâlnit în 60 de meciuri, scorul fiind 31-29 pentru sârb. Nadal conduce pe zgură cu 20-9, însă Djokovic conduce pe hard cu 20-7. Pe iarbă, scorul e egal, 2-2. Rivalitatea celor doi este considerată de ATP ca fiind a 3-a în topul celor mai mari rivalități din tenis a deceniului trecut.
În finalele de  turnee de grand-slam ei s-au întâlnit de nouă ori, Nadal conduce cu scorul de 5-4.

### Recordurile lui Nadal
Nadal fie a egalat, fie a realizat și alte recorduri în istoria tenisului. În turneele de Grand Slam:
- Cel mai tânăr câștigător în Era Open al celor patru turnee de Grand Slam (la 24 de ani și 101 zile)
- 2005-2009- A avut 31 de victorii consecutive la Open-ul Francez (singurul)
- 2008-2009- A fost simultan deținător de turnee de Grand Slam pe cele trei suprafețe: zgură, hard și iarbă. A fost egalat de Roger Federer. Singura diferență este că Nadal a avut Open-ul Australian, iar Federer pe cel American.
- 2008-2009- Nadal a câștigat simultan Medalia de Aur de la Jocurile Olimpice și turnee de Grand Slam pe hard, iarbă și zgură.
- 2005-2008- A avut 4 victorii consecutive la Open-ul Francez egalând astfel recordul lui Björn Borg.
- 2005-2009- Nadal a jucat patru finale consecutive la Open-ul Francez, record ce mai era deținut de Björn Borg, Ivan Lendl și egalat mai apoi de Roger Federer.
- Cele mai multe victorii consecutive pe o singură suprafață (zgură): 81 de meciuri (2005-21 mai 2007)
- Câștigător al Open-ului Francez de la prima apariție. Recordul era deținut de Mats Wilander (1982).
- A câștigat Open-ul Francez de 14 ori (singurul)
- Al treilea adolescent (din 1973) ce ajunge pe poziția a doua a clasamentului.
- A câștigat Wimbledon-ul și Open-ul Francez în același an. Doar cinci jucători din Era Open au reușit acest lucru.
- Singurul jucător ce câștigă în același an (2008) Wimbledon-ul, Open-ul Francez și Medalia de Aur la JO.
- Cele mai multe titluri câștigate ca adolescent, 16, la egalitate cu Björn Borg.
- A câștigat 24 de meciuri consecutive ca adolescent în 2005, singurul din Era Open.
- Cele mai multe sferturi de finală jucate în turneele de Masters Series (Hamburg 2008- Paris 2009).
- Primul jucător din istorie ce are mai mult de 400 de victorii în mai puțin de 500 de meciuri jucate (401-91).

### Cupa Davis 2004
| | Spania | 4                             | -    | 1 | Franța |   |   |
| --- | ------ | ----------------------------- | ---- | - | ------ | - | - |
| Plaza de Toros de Alicante, Alicante, Spania |        |                               |      |   |        |   |   |
| 24 - 26 septembrie 2004 |        |                               |      |   |        |   |   |
| \| 1 \| \| Carlos Moya \| 3 \| 6 \| 6 \| 3 \| 3 \| \| 1 \| \| Paul-Henri Mathieu \| 6 \| 3 \| 2 \| 6 \| 6 \| \| 2 \| \| Juan Carlos Ferrero \| 6 \| 6 \| 1 \| 6 \| \| \| 2 \| \| Fabrice Santoro \| 3 \| 1 \| 6 \| 3 \| \| \| 3 \| \| Rafael Nadal-Tommy Robredo \| 7 \| 4 \| 6 \| 2 \| 6 \| \| 3 \| \| Arnaud Clement-Michael Llodra \| 6(4) \| 6 \| 2 \| 6 \| 3 \| \| \| \| \| \| \| \| \| \| \| 4 \| \| Rafael Nadal \| 6 \| 6 \| 6 \| \| \| \| 4 \| \| Arnaud Clement \| 4 \| 1 \| 2 \| \| \| \| \| \| \| \| \| \| \| \| \| 5 \| \| Tommy Robredo \| 6 \| 6 \| \| \| \| \| 5 \| \| Paul-Henri Mathieu \| 4 \| 4 \| \| \| \| \| \| \| \| \| \| \| \| \| |        |                               |      |   |        |   |   |
| 1 |        | Carlos Moya                   | 3    | 6 | 6      | 3 | 3 |
| 1 |        | Paul-Henri Mathieu            | 6    | 3 | 2      | 6 | 6 |
| 2 |        | Juan Carlos Ferrero           | 6    | 6 | 1      | 6 |   |
| 2 |        | Fabrice Santoro               | 3    | 1 | 6      | 3 |   |
| 3 |        | Rafael Nadal-Tommy Robredo    | 7    | 4 | 6      | 2 | 6 |
| 3 |        | Arnaud Clement-Michael Llodra | 6(4) | 6 | 2      | 6 | 3 |
| |        |                               |      |   |        |   |   |
| 4 |        | Rafael Nadal                  | 6    | 6 | 6      |   |   |
| 4 |        | Arnaud Clement                | 4    | 1 | 2      |   |   |
| |        |                               |      |   |        |   |   |
| 5 |        | Tommy Robredo                 | 6    | 6 |        |   |   |
| 5 |        | Paul-Henri Mathieu            | 4    | 4 |        |   |   |
| |        |                               |      |   |        |   |   |

Rafael Nadal, la 18 ani si 6 luni a obtinut rezultate mai mult decat imbucuratoare, invingand in 2004 americanul Andy Roddick, in acel moment numarul 2 ATP, si ajutand astfel echipa Spaniei sa castige finala Cupei Davis impotriva Statelor Unite cu 3-2. El a terminat anul clasat pe locul 51 ATP. Performanta lui Nadal din acel an este inca in inima marilor jucatori, ca una dintre primele atestari ale jucatorului care va avea sa devina.
| | Spania | 3                                 | -    | 2    | Statele Unite |   |  |
| --- | ------ | --------------------------------- | ---- | ---- | ------------- | - |  |
| Stadionul Olimpic, Séville, Spania |        |                                   |      |      |               |   |  |
| 3 - 5 decembrie 2004 |        |                                   |      |      |               |   |  |
| \| 1 \| \| Carlos Moya \| 6 \| 6 \| 6 \| \| \| \| 1 \| \| Mardy Fish \| 4 \| 2 \| 3 \| \| \| \| 2 \| \| Rafael Nadal \| 6(6) \| 6 \| 7 \| 6 \| \| \| 2 \| \| Andy Roddick \| 7 \| 2 \| 6(6) \| 2 \| \| \| 3 \| \| Juan Carlos Ferrero-Tommy Robredo \| 0 \| 3 \| 2 \| \| \| \| 3 \| \| Bob Bryan-Mike Bryan \| 6 \| 6 \| 6 \| \| \| \| \| \| \| \| \| \| \| \| \| 4 \| \| Carlos Moya \| 6 \| 7 \| 7 \| \| \| \| 4 \| \| Andy Roddick \| 2 \| 6(1) \| 6(5) \| \| \| \| \| \| \| \| \| \| \| \| \| 5 \| \| Tommy Robredo \| 6(8) \| 2 \| \| \| \| \| 5 \| \| Mardy Fish \| 7 \| 6 \| \| \| \| \| \| \| \| \| \| \| \| \| |        |                                   |      |      |               |   |  |

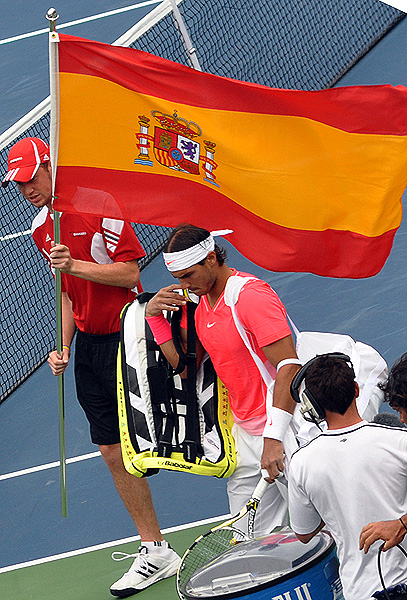
Rafael Nadal

| 1 |        | Carlos Moya                       | 6    | 6    | 6             |   |  |
| 1 |        | Mardy Fish                        | 4    | 2    | 3             |   |  |
| 2 |        | Rafael Nadal                      | 6(6) | 6    | 7             | 6 |  |
| 2 |        | Andy Roddick                      | 7    | 2    | 6(6)          | 2 |  |
| 3 |        | Juan Carlos Ferrero-Tommy Robredo | 0    | 3    | 2             |   |  |
| 3 |        | Bob Bryan-Mike Bryan              | 6    | 6    | 6             |   |  |
| |        |                                   |      |      |               |   |  |
| 4 |        | Carlos Moya                       | 6    | 7    | 7             |   |  |
| 4 |        | Andy Roddick                      | 2    | 6(1) | 6(5)          |   |  |
| |        |                                   |      |      |               |   |  |
| 5 |        | Tommy Robredo                     | 6(8) | 2    |               |   |  |
| 5 |        | Mardy Fish                        | 7    | 6    |               |   |  |
| |        |                                   |      |      |               |   |  |

### Stilul de joc
Nadal, în general, joacă agresiv din spatele terenului. Stilul său de joc este bazat pe foarte mult topspin agresiv, consistență, joc de picioare foarte bun (probabil cel mai bun din circuit) și acoperirea foarte bună a terenului. Cunoscut pentru atletismul și viteza cu care se mișcă pe teren, Nadal este un apărător capabil să lovească foarte bine în alergare, câștigând foarte multe mingi dintr-o poziție aparent defensivă. Nadal joacă foarte bine din spatele terenului, dar de asemenea când vine la fileu este capabil să facă și voleuri foarte bune. Forehand-ul lui este ca o biciuire. Lovește mingea din urcare, spre deosebire de un finisaj mai tradițional din jurul corpului său din jurul umărului opus. Un cercetător din San Franciso, John Yandell, a folosit o cameră cu viteză foarte mare și un software special pentru a afla numărul mediu de rotații folosite la lovitura în forță cu forehand-ul de Nadal: "Primii celor care le-am făcut astfel de măsurători au fost Sampras și Agassi. Ei lovesc cu forehand-ul în general cu 1800-1900 de rotații pe minut. Federer de asemenea lovește cu 2700 de rotații pe minut. Bine, dar am măsurat și forehand-ul lui Nadal, el folosește chiar și 4900 de rotații, media lui fiind de 3200 rotații pe minut".  
În ultimii ani și-a dezvoltat foarte mult și serviciul, fiind capabil să aibă un procentaj foarte bun la primul serviciu lovind moderat, dar foarte plasat. De obicei al doilea serviciu se îndreaptă către reverul adversarilor. 
Capacitatea lui de abordare mentală și strategică a meciurilor îi permite să stea foarte concentrat și să aibă avantaj chiar înainte de intrarea în arenă. Nadal are capacitatea de a se adapta foarte repede la condițiile meteorologice, terenul de joc și tactica adversarului. 
Nu mai este considerat un jucător specialist de zgură, datorită performanțelor sale și pe alte suprafețe. În ciuda talentului și priceperii sale, unii au pus la îndoială longetivitatea sa în tenis, stilul său de joc putând duce la accidentări foarte grave mai ales în zona genunchilor. 
Rafael Nadal a afirmat că este nemulțumit de noile condiții impuse jucătorilor de către ATP. El a spus de asemenea că așteaptă și modificarea calendarului turneelor.

## Echipamente și media
Nadal folosește o rachetă AeroPro Drive cu prindere 4 1/4" L2. Începând cu sezonul 2010, rachetele lui Nadal sunt pictate asfel încât să semene cu Babolat AeroPro Drive cu Cortex GT, un model ce tocmai a fost scos pe piață de Babolat. Nadal folosește Duralast 15L, în scopuri de marketing, promovând în același timp Babolat's Pro Hurricane Tour.
La turneul de la Abu Dhabi a jucat într-o cămașă specifică de polo, făcută special pentru el de firma Nike, asortată cu pantaloni mai scurți ca de obicei. 
Nadal poartă pantofi Nike's Air CourtBallistic ce au personalizări diferite pe parcursul sezonului, incluzând "nick-name"-ul Rafa pe cel drept și o siglă cu un taur pe stângul.
Nadal a apărut în campanii publicitare pentru Kia, reprezentând compania la nivel mondial, dar are de asemenea și un acord de aprobare cu Universal DVDs.

## Rezultate

### Finale Grand Slam

#### Câștigător (22)
| An   | Turneu              | Finalist           | Scor                               |
| 2005 | Roland Garros       | Mariano Puerta     | 7-6(6-8), 6-3, 6-1, 7-5            |
| 2006 | Roland Garros (2)   | Roger Federer      | 1-6, 6-1, 6-4, 7-6(7-4)            |
| 2007 | Roland Garros (3)   | Roger Federer      | 6-3, 4-6, 6-3, 6-4                 |
| 2008 | Roland Garros (4)   | Roger Federer      | 6-1, 6-3, 6-0                      |
| 2008 | Wimbledon           | Roger Federer      | 6–4, 6–4, 6–7(5–7), 6–7(8–10), 9–7 |
| 2009 | Australian Open     | Roger Federer      | 7–5, 3–6, 7–6(7–3), 3–6, 6–2       |
| 2010 | Roland Garros (5)   | Robin Söderling    | 6–4, 6–2, 6–4                      |
| 2010 | Wimbledon (2)       | Tomáš Berdych      | 6–3, 7–5, 6–4                      |
| 2010 | U.S. Open           | Novak Djokovic     | 6–4, 5–7, 6–4, 6–2                 |
| 2011 | Roland Garros (6)   | Roger Federer      | 7–5, 7–6(7–3), 5–7, 6–1            |
| 2012 | Roland Garros (7)   | Novak Djokovic     | 6-4, 6-3, 2-6, 7-5                 |
| 2013 | Roland Garros (8)   | David Ferrer       | 6-3, 6-2, 6-3                      |
| 2013 | U.S. Open(2)        | Novak Djokovic     | 6-2, 2-6, 6-4, 6-1                 |
| 2014 | Roland Garros (9)   | Novak Djokovic     | 3-6, 7-5, 6-2, 6-4                 |
| 2017 | Roland Garros (10)  | Stanislas Wavrinka | 6-2, 6-3, 6-1                      |
| 2017 | U.S Open(3)         | Kevin Anderson     | 6-3, 6-3, 6-4                      |
| 2018 | Roland Garros (11)  | Dominic Thiem      | 6-4, 6-3, 6-2                      |
| 2019 | Roland Garros (12)  | Dominic Thiem      | 6-3, 5-7, 6-1, 6-1                 |
| 2019 | U.S Open(4)         | Daniil Medvedev    | 7-5, 6-3, 5-7, 4-6, 6-4            |
| 2020 | Roland Garros (13)  | Novak Djokovic     | 6-0, 6-2, 7-5                      |
| 2022 | Australian Open (2) | Daniil Medvedev    | 2-6, 6-7(5-7), 6-4, 6-4, 7-5       |
| 2022 | Roland Garros (14)  | Casper Ruud        | 6-3, 6-3, 6-0                      |

#### Finale pierdute
| An   | Turneu          | Câștigător finală  | Scor                              |
| 2006 | Wimbledon       | Roger Federer      | 0–6, 6–7(5–7), 7–6(7–2), 3–6      |
| 2007 | Wimbledon (2)   | Roger Federer      | 6–7(7–9), 6–4, 6–7(3–7), 6–2, 2–6 |
| 2011 | Wimbledon (3)   | Novak Djokovic     | 4–6, 1–6, 6–1, 3–6                |
| 2011 | U.S. Open       | Novak Djokovic     | 2–6, 4–6, 7–6(7–3), 1–6           |
| 2012 | Australian Open | Novak Djokovic     | 7–5, 4–6, 2–6, 7–6(7–5), 5–7      |
| 2014 | Australian Open | Stanislas Wawrinka | 3-6, 2-6, 6-3, 3-6                |
| 2017 | Australian Open | Roger Federer      | 4-6, 6-3, 1-6, 6-3, 3-6           |
| 2019 | Australian Open | Novak Djokovic     | 3-6, 2-6, 3-6                     |